# Liophidium rhodogaster
Espèce
Synonymes
- Herpetodryas rhodogaster Schlegel, 1837
- Polyodontophis rhodogaster (Schlegel, 1837)

Statut de conservation UICN

 LC  : Préoccupation mineure
Liophidium rhodogaster est une espèce de serpents de la famille des Lamprophiidae. 

## Répartition
Cette espèce est endémique de Madagascar.

## Publications originales
- Schlegel, 1837 : Essai sur la physionomie des serpens, La Haye, J. Kips, J. HZ. et W. P. van Stockum, vol. 1 (texte intégral).
- Schlegel, 1837 : Essai sur la physionomie des serpens, La Haye, J. Kips, J. HZ. et W. P. van Stockum, vol. 2 (texte intégral).